# Lincoln County (Nevada)
Lincoln County ist ein County im Bundesstaat Nevada der Vereinigten Staaten. Der Verwaltungssitz (County Seat) ist Pioche.

## Geographie
Das County liegt im Osten von Nevada und grenzt an Arizona und Utah. Seine Fläche beträgt 27.549 Quadratkilometer, wovon 8 Quadratkilometer Wasserfläche sind. Es grenzt – gegen den Uhrzeigersinn – an die Countys White Pine County, Nye County, Clark County, Mohave County (Arizona) sowie Washington County, Iron County, Beaver County und Millard County in Utah.

## Geschichte
Lincoln County wurde 1861 gegründet, als Nevada seine Grenzen nach Osten und Süden erweiterte. Das County ist benannt nach dem ehemaligen Präsidenten Abraham Lincoln.
Neun Bauwerke und Stätten des Countys sind im National Register of Historic Places eingetragen (Stand 14. Februar 2018).

## Demografische Daten

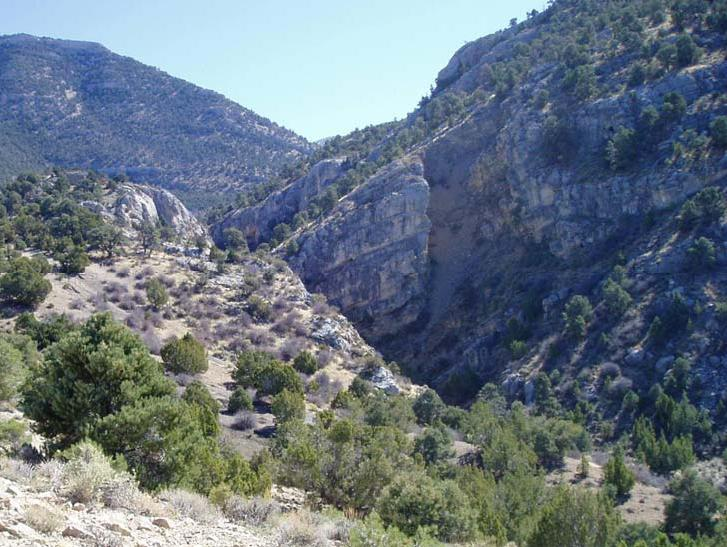
Die South Egan Range Wilderness

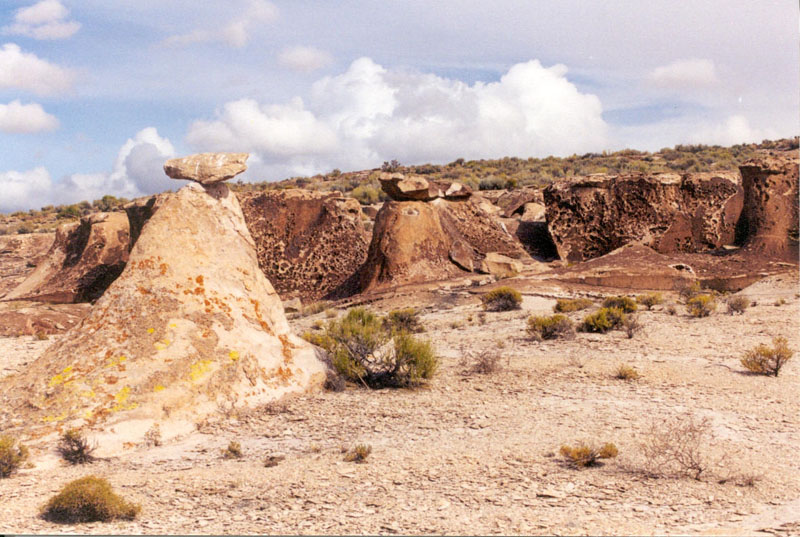
Die Weepah Spring Wilderness

Nach der Volkszählung im Jahr 2000 lebten im County 4165 Menschen. Es gab 1675 Haushalte und 1540 Familien. Die Bevölkerungsdichte betrug weniger als 1 Einwohner pro Quadratkilometer. Ethnisch betrachtet setzte sich die Bevölkerung zusammen aus 91,50 % Weißen, 1,78 % Afroamerikanern, 1,75 % amerikanischen Ureinwohnern, 0,34 % Asiaten, 0,02 % Bewohnern aus dem pazifischen Inselraum und 2,69 % aus anderen ethnischen Gruppen; 1,92 % stammten von zwei oder mehr ethnischen Gruppen ab. 5,31 % Prozent der Bevölkerung waren spanischer oder lateinamerikanischer Abstammung.
Von den 1675 Haushalten hatten 29,00 % Kinder und Jugendliche unter 18 Jahre, die bei ihnen lebten. 56,20 % waren verheiratete, zusammenlebende Paare, 7,90 % waren allein erziehende Mütter. 34,40 % waren keine Familien. 31,30 % waren Singlehaushalte und in 16,10 % lebten Menschen im Alter von 65 Jahren oder darüber. Die Durchschnittshaushaltsgröße betrug 2,48 und die durchschnittliche Familiengröße lag bei 3,15 Personen.
Auf das gesamte County bezogen setzte sich die Bevölkerung zusammen aus 30,10 % Einwohnern unter 18 Jahren, 6,00 % zwischen 18 und 24 Jahren, 21,90 % zwischen 25 und 44 Jahren, 25,90 % zwischen 45 und 64 Jahren und 16,20 % waren 65 Jahre alt oder darüber. Das Durchschnittsalter betrug 39 Jahre. Auf 100 weibliche Personen kamen 107,90 männliche Personen, auf 100 Frauen im Alter ab 18 Jahren kamen statistisch 108,20 Männer.
Das jährliche Durchschnittseinkommen eines Haushalts betrug 31.979 USD, das Durchschnittseinkommen der Familien betrug 45.588 USD. Männer hatten ein Durchschnittseinkommen von 40.048 USD, Frauen 23.571 USD. Das Prokopfeinkommen betrug 17.326 USD. 16,50 % der Bevölkerung und 11,50 % der Familien lebten unterhalb der Armutsgrenze. 19,60 % davon waren unter 18 Jahre und 17,40 % waren 65 Jahre oder älter.

## Orte im County
- Acoma
- Alamo
- Ash Springs
- Atlanta
- Barclay
- Big Trees
- Boyd
- Brown
- Caliente
- Carp
- Caselton Heights
- Caselton
- Cold Spring
- Crestline
- Crossroads
- Delamar
- Eccles
- Elgin
- Etna
- Galt
- Helene
- Hiko
- Horseshoe Bend
- Hoya
- Indian Cove
- Islen
- Joseco
- Kyle
- Mendha
- Mud Springs
- Ninemile Rocks
- Panaca
- Pioche
- Pony Springs
- Prince
- Rachel
- Rose Valley
- Rox
- Stine
- Tempiute
- Ursine

## Schutzgebiete
- Fortification Range Wilderness
- South Egan Range Wilderness
- Weepah Spring Wilderness
- Pahranagat National Wildlife Refuge
- Beaver Dam State Park
- Cathedral Gorge State Park
- Echo Canyon State Park
- Kershaw-Ryan State Park
- Spring Valley State Park